# Amenofis I
Amenofis I (nom grec) o Amenhotep I fou el segon faraó de la dinastia XVIII. Va succeir al seu pare Amosis. El seu nom d'Horus fou Kawaftaw («El brau que conquesta la terra»), el nebti Aanerw («El que va terror»), l'Horus d'or Wahrenput, el nom de regnat Djeserkare («L'ànima de Ra és santa») i el nom personal Amenhotep («Amon està satisfet»). Entre altres títols, ocupava el de haty-a.

## Biografia
Era fill de la reina principal Amosis-Nefertari. Com que era el tercer fill (els dos anteriors havien mort) va pujar jove al tron.
Durant el seu regnat la seva mare va restar com "esposa d'Amon". Amenhotep es va casar amb la seva germana Merytamun, que va exercir també com "esposa d'Amon" però potser va morir jove i la mare va tornar al càrrec.
Del rei es coneix una filla, de la que es va trobar el taüt, anomenada Satamun.
Va regnar més de 20 anys probablement prop dels trenta. Des de vers el 1525 aC fins vers el 1500 aC
Durant el seu regnat es coneix una revolta dels libis al començament. Va fer una expedició a Núbia al seu vuitè any, expedició de la que va portar captius a Tebes però que no fou de gran abast. Turi fou nomenat virrei de Kush i va fundar un temple a l'illa de Sai.
Descomptades aquestes dues circumstàncies el seu regnat fou pacífic. Es van restaurar temples a diverses parts i entre elles a Elefantina, Kom Ombo, Abidos i Nekhbet, però al Baix Egipte es va fer molt menys. Va construir el temple de Karnak a Tebes amb pedra que va portar de Hatnub i Bosra i arena de Djebel al-Silsila. L'Avinguda de pedra de Karnak fou obra seva i avui es troba reconstruïda. També va construir una capella a Amon amb una barca sagrada.
Va explotar mines al Sinaí, a Serabit el-Khadim on va construir un temple d'Hathor. Amenofis fou declarat déu pels sacerdots abans de la seva mort, un honor concedit rarament. Amenofis i la seva mare Amosis-Nefertari foren especialment adorats a Deir al-Madinah. El tercer mes egipci, Peret, fou reanomenat Amenhotep.
Fou el primer rei que va construir la seva tomba a una certa distància del seu temple mortuori, cosa que després va esdevenir corrent. La seva tomba podria ser una de Dra Abu al-Naga o la número KV39 de la Vall dels Reis. La seva mòmia, la del seu pare i d'altres, foren trobades en molt bon estat, el 1881 a l'amagatall de mòmies reials de la tomba TT320.
Amenofis va tenir un fill segurament, però va morir infant. Per manca de successió la corona va passar al seu cunyat Tuthmosis I, casat amb una germana esmentada com Amosis. És possible que Tuthmosis fos net d'Amosis.